# Oberschaeffolsheim
Oberschaeffolsheim – miejscowość i gmina we Francji, w regionie Grand Est, w departamencie Dolny Ren.
Według danych na rok 1990 gminę zamieszkiwało 2037 osób, 269 os./km².